# 国华人寿 (中国大陆)
国华人寿保险股份有限公司是一家中国人寿保险公司。
2007年11月，刘益谦控制的天茂集团主导发起设立国华人寿，並且持股19.99%。最初公司總部位於中華人民共和國上海市浦東新區陸家嘴金融貿易區。2008年，国华人寿的保费收入仅几亿元，後來憑藉銀行網點銷售，保费收入在2009年升至几十亿元。2010年，因監管當局禁止保险公司人员派驻银行网点，使得国华人寿保费收入迅速下降。2011至2013年，银行系保险公司崛起，进一步對非银行系保险公司產生衝擊。国华人寿於是推动互联网銷售业务和个人代理业务的发展。同時國華人壽又因為銷售理财险亏损严重。2011年至2013年连续亏损，累计亏损9.4亿元。2014年，因國華人壽投资收益較多，結果公司扭亏为盈。
2015年3月，該公司成为天茂集團的子公司（51%）。 2018年5月，國華人壽總部從上海遷至武漢。国华人寿也是天茂集团的核心业务，2019年，国华人寿营业收入达489.78亿元，占天茂集团总收入的97.58%，而且国华人寿连续六年盈利。2020年，受2019冠狀病毒病疫情影响，国华人寿保险业务受到冲击。